# 聯邦團結發展黨
聯邦團結發展黨，簡稱聯發黨，是緬甸的一個政黨，主要由前軍人組成。其前身為1993年9月由緬甸軍政府国家恢复法律和秩序委员会協助組建的联邦巩固与发展协会，2010年6月2日以現今名稱在聯邦選舉委員會註冊為政黨。2011年2月4日，該黨時任主席登盛在緬甸聯邦議會全體會議上當選為緬甸總統。

## 历史
2012年10月中旬，该党举行了首届党大会，時任副主席瑞曼敦促党员拥抱民主，支持政府推行的民主改革，为国民的利益而努力，以免在2015年举行的大选中被淘汰。该党雖在2010年的大选中获得大多数议席，但具有代表性的競爭對象全国民主联盟未能參選，且該次選舉被質疑充斥舞弊，其後全国民主联盟在2012年4月议会补选中恢復參選並获得了压倒性胜利。
2015年及2020年举行的大选中，该党惨败給全国民主联盟。
2021年2月1日，以敏昂來為首的緬甸國防軍發動政變，推翻了以昂山素季為首的全國民主聯盟政府，不久後緬甸軍方宣布國家實行緊急狀態，並扶持親軍方的該黨在此段期間代理執政。

## 党主席
- 登盛，2010年—2013年5月2日[9]
- 瑞曼，2013年5月2日—2015年8月13日[10]
- 泰烏，2015年8月13日—2016年8月23日
- 丹泰（英语：Than Htay），2016年8月23日—2022年9月12日
- 欽義（英语：Khin Yi），2022年9月12日—現今